# Stazione di Fino Mornasco
Stazione di Fino Mornasco vasútállomás Olaszországban, Lombardia régióban, Fino Mornasco településen.

## Vasútvonalak
Az állomást az alábbi vasútvonalak érintik:
- Como–Saronno-vasútvonal

## Kapcsolódó állomások
A vasútállomáshoz az alábbi állomások vannak a legközelebb:
- Stazione di Cadorago
- Stazione di Portichetto-Luisago